# Robert McNamara
Robert Strange McNamara (San Francisco, 9 giugno 1916 – Washington, 6 luglio 2009) è stato un dirigente d'azienda, politico e banchiere statunitense.
Fu presidente della Ford Motor Company per sole sette settimane dell'estate del 1960, in seguito diventò segretario della difesa degli Stati Uniti e dal 1968 al 1981 fu presidente della Banca Mondiale. Occupò la carica di segretario della difesa dal 1961 al 1968 nel periodo della guerra del Vietnam, durante la presidenza di John Fitzgerald Kennedy prima e nel corso della presidenza di Lyndon B. Johnson poi.
Elemento fondamentale della nuova compagine governativa dell'amministrazione Kennedy, McNamara promosse un vasto programma di riforme e potenziamento delle forze armate americane rendendole in grado di affrontare minacce globali e regionali secondo la strategia della risposta flessibile. Inizialmente rigido assertore dell'intervento diretto delle truppe da combattimento americane nella guerra del Vietnam e dei bombardamenti aerei sul Vietnam del Nord, già alla fine del 1967, prima dell'offensiva del Têt, comprese il fallimento dei piani americani di escalation, di cui egli stesso peraltro era stato il massimo propugnatore, e la necessità di trovare una via d'uscita non militare dal conflitto indocinese. Entrato in contrasto con il presidente Lyndon Johnson si dimise all'inizio del 1968, ritirandosi dalla vita politica attiva.

## Biografia
(Lyndon B. Johnson su Robert McNamara dopo aver conosciuto i collaboratori del presidente John Fitzgerald Kennedy)

### Primi anni
Nasce da Robert James McNamara, responsabile commerciale di una società di scarpe all'ingrosso, e Clara Nell Strange. La famiglia di suo padre era irlandese, di religione protestante e, intorno al 1850, dopo la Grande carestia irlandese, emigra negli Stati Uniti, dapprima in Massachusetts e poi in California.

### Università
Espresse il desiderio di iscriversi alla Stanford University, ma la sua famiglia non poteva permettersela, quindi, come ripiego, si iscrisse all'Università di Berkeley, in California, frequentando i corsi di filosofia e matematica, ma laureandosi nel 1937 con un Bachelor of Arts in Economia. Fu membro della confraternita Phi Gamma Delta e in seguito premiato dalla Phi Beta Kappa Society con una borsa di studio per frequentare la Harvard Business School, dove ottenne nel 1939 un Master in Business Administration. Nel 1940 ha lavorato a San Francisco per la Price Waterhouse & Company.
Si sposa il 13 agosto 1940 con Margaret McKinstry Craig, nella chiesa episcopale di Alameda, nella Bay Area di San Francisco. Un anno dopo nacque il primo figlio, il cui parto - costato 100 dollari - fu pagato a rate di 10 dollari al mese. In seguito nacquero Margaret Elizabeth e Kathleen. Dopo questo breve periodo sulla West Coast, nell'agosto del 1940 torna ad Harvard per insegnare, come assistente professore, presso la scuola di contabilità aziendale, dove, fino al 1942, guadagnava 4.000 dollari l'anno.

### Servizio militare
Grazie all'esperienza maturata negli approcci analitici nel mondo degli affari, insegnò la materia ai militari della aeronautica (USAAF), arruolandosi nei primi mesi del 1943 e venendo promosso quasi subito capitano. Servì durante la seconda guerra mondiale nell'Ufficio di Controllo Statistico dell'USAAF. McNamara realizzò un sistema di controllo statistico per i bombardieri: in particolare gli fu affidata l'analisi dell'efficienza dei B-29 delle forze aeree dislocate in India, Cina e Isole Marianne al comando del Maggiore Generale Curtis LeMay. Lasciò il servizio attivo nel 1946 con il grado di tenente colonnello e insignito di una medaglia della Legione al merito.

### Carriera alla Ford
Nel 1946 i coniugi McNamara si ammalarono di poliomielite: lui fu ricoverato per 4 mesi, mentre sua moglie per 9. Avrebbe voluto tornare ad insegnare ad Harvard, ma lo stipendio non sarebbe stato sufficiente per pagare le spese del ricovero ospedaliero. Insieme ad altri nove esperti costituì un gruppo di consulenti per l'industria (i cosiddetti "whiz kids"), sottoponendosi a due giorni di test per entrare a lavorare alla Ford di Henry Ford II, dove fu assunto.
Le indagini statistiche di McNamara sulle auto della Volkswagen indussero Henry Ford II a costruire auto più economiche e più sicure, come la Falcon, introducendo l'uso della cintura di sicurezza e aumentando i fatturati di vendita. McNamara fece carriera alla Ford, divenne direttore generale nel 1955 e vicepresidente nel 1957, finché nel novembre 1960, Henry Ford II arrivò al punto da cedergli la carica di presidente, con uno stipendio di 800.000 dollari all'anno.

### Segretario alla difesa
L'8 novembre 1960 John F. Kennedy, dopo la sua elezione a presidente degli Stati Uniti d'America, organizzò la futura amministrazione, scegliendo gli uomini che dovevano ricoprire le diverse cariche. Kennedy desiderava l'aiuto delle migliori intelligenze del paese, per cui offrì a Robert A. Lovett, la carica di Segretario della difesa: ma Lovett declinò l'offerta, consigliando McNamara. Kennedy inviò Sargent Shriver con l'incarico di offrire a McNamara l'incarico del ministero del Tesoro o della Difesa. McNamara fu sbalordito. Declinò subito l'incarico del Tesoro, sostenendo di non essere competente in materia bancaria e fiscale. Lo stesso disse per la Difesa: la sua esperienza di guerra risaliva a 15 anni prima ed era stata molto breve, ma Shriver gli disse: "prima di prendere una decisione definitiva parla con Kennedy".

McNamara confermò a Kennedy la propria incompetenza, ma il Presidente gli disse che nemmeno lui aveva fatto la scuola per diventare Presidente e non considerava la mancanza di esperienza una buona ragione per rifiutare, dandogli alcuni giorni per pensarci. McNamara ritornato a casa consultò la moglie e il figlio Robert: sarebbe passato da uno stipendio di 800.000 dollari all'anno, come presidente della Ford, a 25.000 dollari all'anno, come Segretario della Difesa. I suoi famigliari erano tutti d'accordo, ma la moglie gli disse: "a patto che tu possa scegliere i tuoi collaboratori". Assunse la carica nel gennaio del 1961 e John F. Kennedy gli diede l'incarico di riorganizzare il Pentagono. 

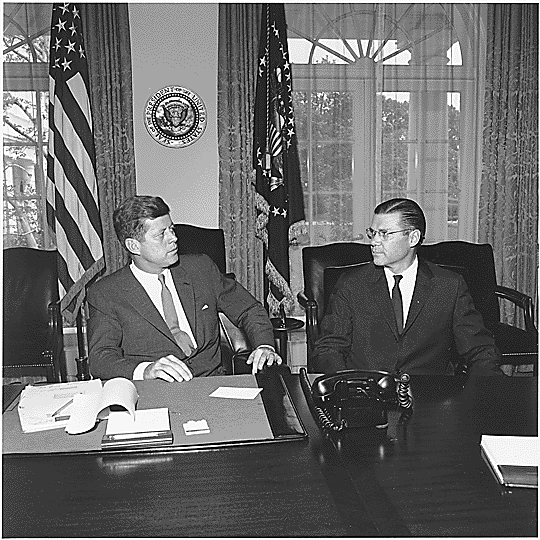
McNamara con Kennedy nel 1962

#### Crisi dei missili di Cuba
Nella riunione del 28 gennaio 1961 Robert McNamara, segretario della Difesa degli Stati Uniti, dovette affrontare subito un problema di guerra: lo sbarco nella baia dei Porci. Aveva stimato che tutte le operazioni segrete previste nei confronti di Fidel Castro, tra cui la propaganda, il sabotaggio, l'azione politica e il progetto di invasione di Cuba, non avrebbero prodotto l'auspicato obiettivo di rovesciare il governo cubano.
Al tempo della crisi dei missili di Cuba, oltre sessanta navi sovietiche erano in rotta verso Cuba, alcune di esse trasportavano materiale militare. John McCone, direttore della CIA, avvertì Kennedy che alcune delle navi stavano probabilmente trasportando missili, ma in una riunione tra John e Robert Kennedy, Dean Rusk e Robert McNamara, ipotizzarono che i sovietici non avrebbero mai tentato un'impresa simile.
Nella notte dell'8 settembre 1961 la prima tranche di missili MRBM SS-4 Sandal venne scaricata a L'Avana, mentre un secondo carico giunse nella capitale cubana il 16 settembre 1961. I sovietici stavano costruendo nove siti, sei per gli SS-4 e tre per gli SS-5 Skean a più lungo raggio, in grado di colpire un obbiettivo fino a 3.500 chilometri. L'arsenale pianificato era di quaranta rampe di lancio, con un incremento del 70% della capacità offensiva sovietica durante il primo colpo.
McNamara era del parere che se si fosse dovuto lanciare un attacco contro Cuba, bisognava farlo prima che i cubani avessero tempo di terminare l'installazione delle rampe di lancio: se i cubani avessero lanciato i missili, qualcuno avrebbe potuto sfuggire all'intercettazione colpendo un bersaglio nel territorio degli Stati Uniti. L'idea dell'attacco all'isola caraibica venne appoggiata anche dal generale Maxwell D. Taylor che preparò un dettagliato piano di attacco. John e Robert Kennedy erano incerti su un attacco diretto di Cuba: temevano un'escalation del conflitto, fino ad una possibile guerra atomica, per cui McNamara propose un'alternativa: il blocco totale di Cuba. Il blocco totale ebbe successo, condusse ad una trattativa segreta e alla conclusione del ritiro dei missili sovietici.

#### Razionalizzare il bilancio della Difesa
Fu così che McNamara si accinse all'impresa più difficile della sua vita: razionalizzare l'enorme bilancio della Difesa, coordinare l'azione delle tre Forze Armate e dei tre milioni di uomini a esse appartenenti, e programmare interventi di pace e di guerra con la stessa efficienza tecnologica di una grande industria come la Ford. Applicando nel modo più rigoroso i metodi della ricerca operativa, affrontando i problemi strategici e politici, non meno di quelli amministrativi, e utilizzando i primi calcolatori elettronici, McNamara rivoluzionò il Pentagono. Piegò alla sua volontà i più riottosi capi di Stato Maggiore, chiuse centinaia di basi militari, rafforzò l'arsenale nucleare raddoppiando l'armamento convenzionale, teorizzando la strategia della risposta flessibile, cioè dell'impiego delle forze armate in azioni militari o guerre di tipo convenzionale in misura proporzionale alle forze dell'avversario.

#### Guerra del Vietnam
McNamara pensava che la guerra del Vietnam dovesse essere inquadrata nel contesto della guerra fredda. Il Vietnam del Nord, il cui presidente Ho Chi Minh voleva rispettare gli accordi della conferenza di Ginevra (1954), prevedeva la riunificazione del Vietnam del Nord con il Vietnam del Sud e l'indipendenza, mentre il Vietnam del Sud, con a capo Ngô Đình Diệm esprimeva la necessità di mantenere i due Vietnam separati. In Vietnam nel 1963 vi erano 16.000 consulenti militari. McNamara propose a Kennedy di ritirarli nel giro di due anni, ma il presidente, il 2 ottobre 1963, gli chiese: "per quale motivo dovrei rimuoverli" ? "Per ridurre l'esposizione del personale combattente degli Stati Uniti", gli rispose McNamara. Kennedy annunciò che avrebbe rimosso tutti i consulenti militari nel Vietnam entro la fine del 1965.
L'efficientismo tecnocratico voluto da Kennedy si scontrava con la corruzione in voga presso i generali sudvietnamiti, fatto che condusse al colpo di Stato militare contro Diem che venne rovesciato e ucciso. Il 22 novembre 1963, il Presidente John F. Kennedy venne assassinato; il successore, Johnson, decise che aveva un impegno verso la libertà del Vietnam e che, aggiunto alla paura di un effetto domino che avrebbe potuto consegnare molti paesi asiatici sotto l'influsso comunista, lo spinse a prendere la decisione opposta. Fin dal 27 luglio 1964 alzò ulteriormente il livello del coinvolgimento statunitense, inviando in Vietnam del Sud, altri 5.000 consiglieri militari, e portando così il numero totale delle forze statunitensi in Vietnam a 21.000.
McNamara svela i retroscena dell'incidente del golfo del Tonchino a partire da un siluramento mai avvenuto di due cacciatorpediniere americane, che condussero il Presidente Johnson a decidere da solo la definitiva escalation della guerra del Vietnam. Johnson fu considerato il principale artefice del disastro della guerra in Vietnam, affermando di non voler coinvolgere altri paesi in guerra. In realtà con l'operazione Rolling Thunder, il Vietnam subì, in numero, il doppio delle bombe sganciate durante la seconda guerra mondiale in Europa occidentale.
Fu un vero business, che costerà la drastica riduzione di tutte le altre spese del bilancio americano. Nel 1965 durante l'operazione Rolling Thunder, vennero effettuati 55.000 voli e sganciate sul Vietnam del Nord 33.000 tonnellate di bombe. L'anno successivo vennero effettuati 148.000 voli e sganciate 128.000 tonnellate di bombe. Gli americani persero nel 1965 171 aerei e 318 l'anno successivo. Il costo del conflitto salì da 460 milioni di dollari a 1,2 miliardi.
Nel febbraio 1966, ad Honolulu, durante una rara conferenza privata per i giornalisti McNamara disse: "I bombardamenti aerei non hanno dato l'esito previsto. Né avrebbero potuto darlo. Non si può spezzare fino alla sottomissione una società rurale. Nessuna quantità di bombardamenti può porre fine alla guerra del Vietnam". Convinzione che ripeté alla commissione senatoriale nell'agosto 1967.
McNamara applicava l'analisi statistica come un modo per misurare l'efficacia delle truppe combattenti. Divenne pratica dell'esercito americano in Vietnam misurare il successo delle operazioni sul campo in base al cosiddetto "conto dei corpi" (body counts), essendo difficile, in una guerra non convenzionale priva di linee del fronte stabili e definite, valutare i risultati sulla base dei concetti tradizionali di territorio nemico conquistato e di obiettivi geografici raggiunti. Questo metodo di valutazione e la strategia dell'attrito e dell'escalation si rivelarono totalmente errati; la politica militare americana in Vietnam, il cui scopo principale era quello di infliggere enormi perdite al nemico fino a costringerlo alla resa, non fu una strategia efficace, essendo in grado i Viet Cong e i nord vietnamiti di sopportare perdite molto superiori a quelle subite dagli americani senza perdere la loro determinazione e senza cedimenti del morale e della risolutezza.
McNamara nel documentario The Fog of War - La guerra secondo Robert McNamara dice: "Noi delle amministrazioni Kennedy e Johnson che abbiamo partecipato alle decisioni sulla guerra del Vietnam abbiamo agito in base a quanto abbiamo pensato che fossero i principi e le tradizioni di questa nazione. Abbiamo fatto le nostre scelte alla luce di quei valori. Eppure abbiamo sbagliato, terribilmente sbagliato. Lo dobbiamo alle generazioni future spiegarne i motivi. Credo davvero che abbiamo fatto un errore non di valori e intenzioni, ma di giudizio e capacità. Pensavamo che la guerra del Vietnam andasse inquadrata nel contesto della guerra fredda, e che ci sarebbe stato un effetto domino nel Sudest Asiatico, invece fu una guerra civile".
Trent'anni dopo la guerra, nel 1997, McNamara andrà ad Hanoi per discutere con Nguyen Co Thach, ex ministro degli esteri vietnamita, in quale modo la guerra del Vietnam avrebbe potuto essere evitata o limitata.

#### Dimissioni
Il 19 settembre 1966 McNamara telefonò a Johnson: "Io stesso sono sempre più convinto che dobbiamo sicuramente pianificare la fine dei bombardamenti nel Vietnam del Nord". In quella telefonata McNamara suggerì anche di istituire un limite massimo al numero di truppe da inviare in Vietnam. Nel 1967 McNamara fece raccogliere i Pentagon Papers, documenti del Pentagono top-secret che descrivono uno studio approfondito sulle strategie e i rapporti del governo degli Stati Uniti con il Vietnam nel periodo che va dal 1945 al 1967, probabilmente per consegnarli all'amico Robert Kennedy, che in quel momento stava per candidarsi alla presidenza. Sotto la presidenza di Johnson la strategia statistica, il cui principale difetto fu di trascurare del tutto l'elemento umano, non portò a nessun risultato efficace nella guerra del Vietnam, pertanto McNamara il 29 novembre 1967 fu costretto a dimettersi.

### Presidente della Banca Mondiale
Nel febbraio 1968 venne nominato Presidente della Banca Mondiale, ricoprendo questa carica sino al 1981. Il ruolo della Banca Mondiale cambiò con la presidenza di McNamara, che pose come nuovo obiettivo la lotta alla povertà. McNamara condivideva la causa anticomunista statunitense, ma sosteneva che eliminando le cause della sofferenza umana ci sarebbe stato terreno meno fertile per rivoluzioni socialiste. McNamara nel 1981, dopo la morte di Margaret, rimase vedovo fino al 2004, quando, all'età di 88 anni, sposò ad Assisi l'italiana Diana Masieri, originaria di Aviano (Pordenone).

### Morte
McNamara è morto nel sonno, a Washington, il 6 luglio 2009, all'età di 93 anni. Oggi riposa nel Cimitero nazionale di Arlington, Virginia.

## Nei media
- Nel 2003 Errol Morris ha girato il documentario The Fog of War - La guerra secondo Robert McNamara, vincitore dell'Oscar come miglior documentario nel 2004.
- Il suo personaggio appare nei film Thirteen Days (2000), Grace di Monaco (2014) e The Post (2017).
- McNamara è stato inserito come personaggio nel videogioco Call of Duty: Black Ops.

## Opere
- Blundering into disaster: surviving the first century of the nuclear age. 1986.
- In retrospect: the tragedy and lessons of Vietnam. 1995.